# Dussia macroprophyllata
Dussia macroprophyllata är en ärtväxtart som först beskrevs av John Donnell Smith, och fick sitt nu gällande namn av Hermann August Theodor Harms. Dussia macroprophyllata ingår i släktet Dussia och familjen ärtväxter. Inga underarter finns listade i Catalogue of Life.